# Реформы Петра I

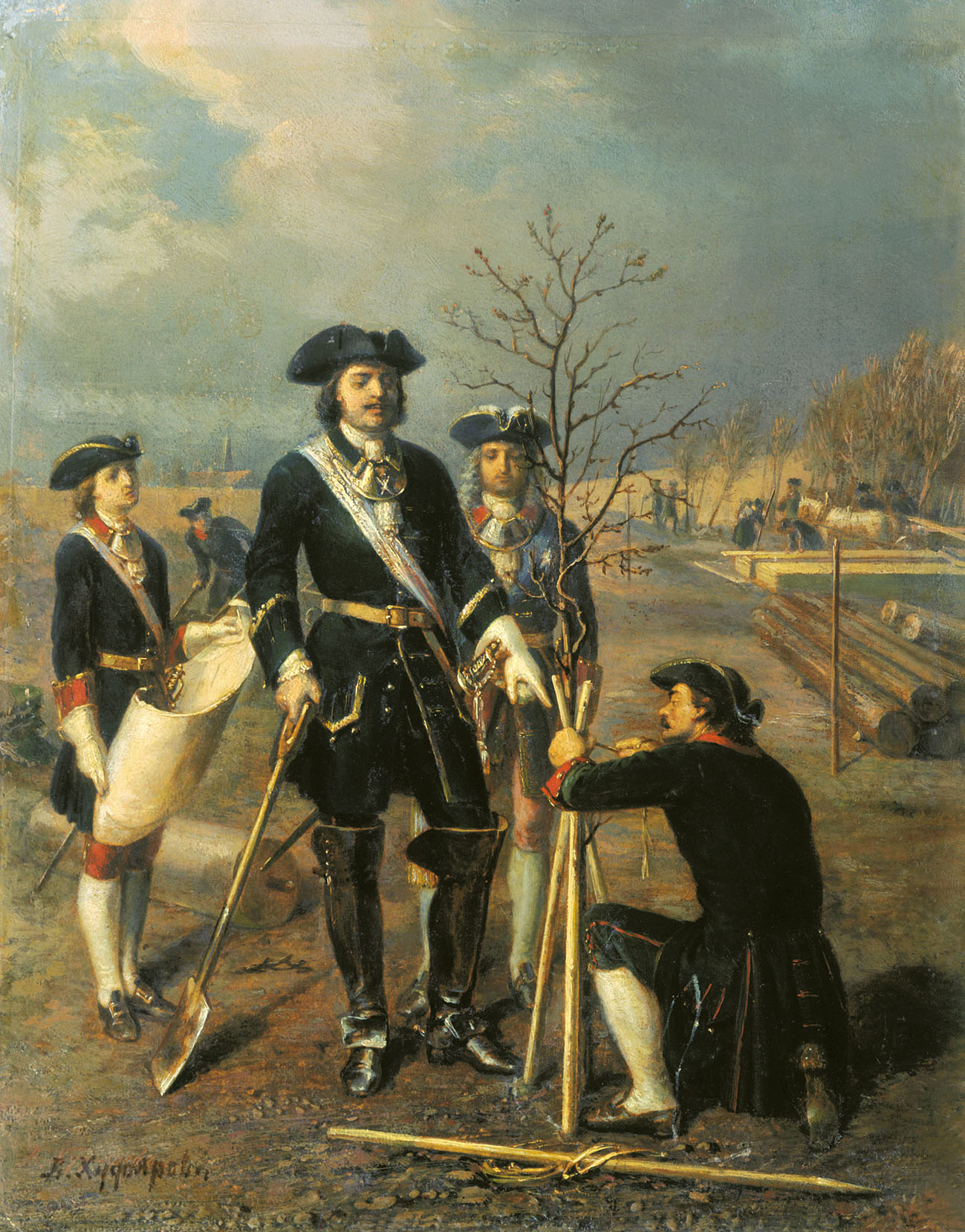
Царь Пётр I за работой

Реформы Петра I, петровские преобразования XVIII века — преобразования в государственной и общественной жизни, осуществлённые в Русском царстве в период правления Петра I с 1696 по 1725 год.
Реформаторскую деятельность Петра I условно можно разделить на два периода (этапа): 1696-1700 гг., при которых была проведена Азовская кампания и 1700-1721 гг., период Северной войны, основание Санкт—Петербурга (1703 г.) и Полтавская битва (1709 г.). После 1721 г. происходило формирование Российской империи, походы на Кавказ и смерть Петра 28 января (8 февраля) 1725-го года.
Особенностями первого этапа были спешка и не всегда продуманный характер действий, что объяснялось ведением Северной войны. Реформы были нацелены, прежде всего, на сбор средств для ведения войны, сборы проводились насильственным методом и часто не приводили к желаемому результату. Кроме государственных реформ, на первом этапе проводилась активная модернизация уклада жизни. Во втором периоде реформы были более планомерными.
Результатами реформ стало создание современной на тот момент регулярной армии и соответствующего аппарата государственного управления, возвращение России к активной внешней политике и вход в число мировых держав. Однако вместе с тем, экономические возможности страны с трудом могли соответствовать подобным амбициям, что тормозило развитие страны и создавало предпосылки для будущих кризисов, вызвавших дворцовые перевороты.
Ряд историков, например, В. О. Ключевский, указывал, что петровские реформы являлись естественным продолжением изменений, протекавших в ходе XVII века. Другие историки (например, Сергей Соловьёв), напротив, подчёркивали революционный характер преобразований Петра.
Историки, проводившие анализ петровских реформ, придерживаются разных взглядов на личное участие Петра I в реформах. Одна группа полагает, что как в составлении программы реформ, так и в процессе их осуществления Пётр I не играл главную роль (которая была ему приписана, как царю). Другая группа историков, наоборот, пишет о большой личной роли Петра I в проведении тех или иных реформ.

## Реформы управления
«При Петре I существовал специальный налог на ношение бороды, составлявший 50 руб. в год. Бородачи, в том
числе и раскольники (против которых, прежде всего, и
был направлен указ), должны были носить особое платье, отличавшее их: „…зипунъ со стоячимъ клеенымъ
козыремъ, ферези и однорядку с лежачимъ ожерельемъ.
Только раскольщикамъ носить у оныхъ козыри красного
сукна, чего для платья имъ краснымъ цветомъ не носить“. Эти ограничения вводились прежде всего для
выделения раскольников».
Побывав на Западе, Пётр I окончательно убедился в необходимости европеизации страны. Этот вердикт, вынесенный Петром, можно назвать главным итогом всех выездов в европейские страны. По прибытии в Москву Пётр принялся вводить «чужеземные обычаи», именно так называл их народ. Как казалось простым горожанам, Пётр сам не до конца понимал суть реформ, введённых им же. Основную часть негодования вызвали реформы, связанные с одеждой, да и внешностью в целом, чего только стоил налог на ношение бороды. Как позже объяснит сам Пётр — им двигало большое желание поскорее сделать Россию хотя бы внешне похожей на Европу, но из-за хаотичности эту идею многие не разделяли, однако на его стороне были верные люди, которые, несмотря на непонимание действий Петра, оставались с ним и всячески поддерживали его.
У Петра I поначалу отсутствовала чёткая программа реформ в сфере государственного управления. Появление нового государственного учреждения или изменение административно-территориального управления страной диктовалось ведением войн, которое требовало значительных финансовых ресурсов и мобилизации населения. Унаследованная Петром I система власти не позволяла собрать достаточно средств на реорганизацию и увеличение армии, постройку флота, строительство крепостей в Санкт-Петербурге.
С первых лет в политике Петра прослеживалась тенденция снижения роли малоэффективной Боярской думы в управлении государством. В 1699 году при царе была организована Ближняя канцелярия, и в её помещении позже собирались Консилии (Совет) министров, в которые входило до 15 доверенных лиц, управлявших отдельными приказами. Это был прообраз будущего Правительствующего Сената, сформированного 22 февраля (5 марта) 1711 года. Последние упоминания о Боярской думе (точнее о «съездах бояр») относятся к 1708 году: в это время участники заседаний «консилиумов» могли называться и «боярами», и «министрами». В Консилии с 1708 года был установлен определённый режим работы: каждый министр имел особые полномочия, появляются отчётность и протоколы заседаний.
В 1711 году вместо Боярской думы и подменявшей её Консилии был учреждён Сенат. Пётр так сформулировал основную задачу Сената: «Смотреть во всём государстве расходов, и ненужные, а особливо напрасные, отставить. Денег, как возможно, сбирать, понеже деньги суть артериею войны.»
Созданный Петром для текущего управления государством на время отсутствия царя (в то время царь отправлялся в Прутский поход) Сенат в составе 9 человек (президентов коллегий), постепенно превратился из временного в постоянно действующее высшее правительственное учреждение, что было закреплено Указом 1722 года. Он контролировал правосудие, ведал торговлей, сборами и расходами государства, наблюдал за исправностью отбывания дворянами воинской повинности, ему были переданы функции Разрядного и Посольского приказов.
Решения в Сенате принимались коллегиально, на общем собрании, и подкреплялись подписями всех членов высшего государственного органа. Таким образом Пётр I делегировал часть своих полномочий Сенату, но в то же время возложил на его членов персональную ответственность.
Одновременно с Сенатом появилась должность фискалов. Обязанность обер-фискала при Сенате и фискалов в провинциях состояла в негласном надзоре за деятельностью учреждений: выявляли случаи нарушения указов и злоупотреблений и доносили Сенату и царю. С 1715 года за работой Сената следил генерал-ревизор, с 1718 переименованный в обер-секретаря. С 1722 года контроль над Сенатом осуществляют генерал-прокурор и обер-прокурор, которым подчинялись прокуроры всех других учреждений. Никакое решение Сената не имело силы без согласия и подписи генерал-прокурора. Генерал-прокурор и его заместитель (обер-прокурор) подчинялись напрямую государю.
Сенат как правительство мог принимать решения, но для их исполнения требовался административный аппарат.
В 1717—1721 годах была проведена реформа исполнительных органов управления, в результате которой параллельно системе приказов с их расплывчатыми функциями были созданы по шведскому образцу 12 коллегий — предшественники будущих министерств. В отличие от приказов, функции и сферы деятельности каждой коллегии были строго разграничены, а отношения в самой коллегии строились на принципе коллегиальности решений. Были введены:
- Коллегия чужестранных (иностранных) дел — заменила Посольский приказ, то есть ведала внешней политикой.
- Военная коллегия (Воинская) — комплектование, вооружение, снаряжение и обучение сухопутной армии.
- Адмиралтейств-коллегия — военно-морские дела, флот.
- Вотчинная коллегия — заменила Поместный приказ, то есть ведала дворянским землевладением (рассматривались земельные тяжбы, сделки на куплю-продажу земли и крестьян, сыск беглых). Основана в 1721 году.
- Камер-коллегия — сбор доходов государства.
- Штатс-контор-коллегия — ведала расходами государства.
- Ревизион-коллегия — контроль сбора и расходования казённых средств.
- Коммерц-коллегия — вопросы судоходства, таможни и внешней торговли.
- Берг-коллегия — горно-металлургическое дело (горно-заводская промышленность).
- Мануфактур-коллегия — лёгкая промышленность (мануфактуры, то есть предприятия, основанные на разделении ручного труда).
- Юстиц-коллегия — ведала вопросами гражданского судопроизводства (при ней действовала Крепостная контора: регистрировала различные акты — купчие, о продаже вотчин, духовные завещания, долговые обязательства). Занималась гражданским и уголовным судом.
- Духовная коллегия, с 1721 года Святейший Правительствующий синод, — управляла церковными делами, заменила патриарха и Соборы РПЦ. В состав этой коллегии вошли представители высшего духовенства. Поскольку их назначение осуществлялось царём, а решения им утверждались, можно сказать, что российский император стал фактическим главой Русской православной церкви. Действия Синода от имени высшей светской власти контролировал обер-прокурор — гражданский чиновник, назначаемый царём. Особым указом Пётр I приказал священникам нести просвещенческую миссию среди крестьян: читать им проповеди, наставления, учить детей молитвам, воспитывать у них почтение к царю и церкви.
- Малороссийская коллегия — осуществляла контроль за действиями гетмана, которому принадлежала власть на Украине, ибо там был особый режим местного управления. После смерти в 1722 году гетмана И. И. Скоропадского новые выборы гетмана были запрещены, а гетман впервые был назначен царским указом. Коллегия возглавлялась царским офицером.

С 28 февраля (10 марта) 1720 года Генеральный регламент ввёл единую для всей страны систему делопроизводства в государственном аппарате. Согласно регламенту, коллегия состояла из президента, 4—5 советников и 4 асессоров.
Центральное место в системе управления занимала тайная полиция: Преображенский приказ (ведал делами о государственных преступлениях) и Тайная канцелярия. Эти учреждения находились в ведении самого императора.
Кроме того, действовали Соляная контора, Медный департамент, Межевая канцелярия.
«Первейшими» коллегиями называли Военную, Адмиралтейскую и Иностранных дел.
На правах коллегий находились два учреждения: Синод и Главный магистрат.
Коллегии подчинялись Сенату, а им — губернская, провинциальная и уездная администрация.
Результаты реформы управления Петра I неоднозначно рассматриваются историками.

## Первый орден
Пётр учредил первый русский орден – Андрея Первозванного. 20 марта 1699 года секретарь австрийского посольства в России Иоанн Георг Корб решил записать в своем дневнике: "Его Царское Величество учредил кавалерский орден Св. Андрея Апостола".

## Областная реформа
В 1708—1711 годах была проведена областная реформа с целью укрепления вертикали власти на местах и лучшего обеспечения армии снабжением и рекрутами. В 1708 году страна была разделена на 8 губерний во главе с губернаторами, наделёнными всей полнотой судебной и административной власти: Московскую, Ингерманландскую (впоследствии Санкт-Петербургскую), Киевскую, Смоленскую, Азовскую, Казанскую, Архангелогородскую и Сибирскую. Московская губерния давала более трети поступлений в казну, за ней шла Казанская губерния.
Губернаторы также ведали расположенными на территории губернии войсками. В 1710 году появились новые административные единицы — доли, объединявшие 5536 дворов. Первая областная реформа не решила поставленных задач, а лишь значительно увеличила число государственных служащих и затраты на их содержание.
В 1719—1720 годах была проведена вторая областная реформа, ликвидировавшая доли. Губернии стали делиться на 50 провинций во главе с воеводами, а провинции на дистрикты во главе с земскими комиссарами, назначаемыми Камер-коллегией. В ведении губернатора остались только военные и судебные дела.

## Судебная реформа
При Петре I радикальным изменениям подверглась судебная система. Функции верховного суда получили Сенат и Юстиц-коллегия. Ниже их находились: в провинциях — гофгерихты, или надворные апелляционные суды в крупных городах, и провинциальные коллегиальные нижние суды. Провинциальные суды вели гражданские и уголовные дела всех категорий крестьян, кроме монастырских, а также горожан, не включённых в посад. Судебные дела горожан, включённых в посад, с 1721 года вёл магистрат. В остальных случаях действовал так называемый единоличный суд (дела единолично решал земской или городовой судья). Однако в 1722 году нижние суды были заменены провинциальными судами, возглавляемыми воеводой. Также судьи были отделены от администрации.
Указ о форме суда подписан 5 ноября, опубликован 12 ноября 1723 г.

## Контроль над деятельностью государственных служащих
Для контроля за исполнением решений на местах и уменьшения повальной коррупции с 1711 года учреждалась должность фискалов, которые должны были «тайно проведать, доносить и обличать» все злоупотребления, как высших, так и низших чиновников, преследовать казнокрадство, взяточничество, принимать доносы от частных лиц. Во главе фискалов стоял обер-фискал, назначавшийся императором и ему подчинявшийся. Обер-фискал входил в состав Сената и поддерживал связь с подчинёнными фискалами через фискальный стол канцелярии Сената. Доносы рассматривала и ежемесячно докладывала Сенату Расправная палата — особое судебное присутствие из четырёх судей и двух сенаторов (существовала в 1712—1719 гг.).
В 1719—1723 годах фискалы подчинялись Юстиц-коллегии, с учреждением в январе 1722 года должности генерал-прокурора были поднадзорны ему. C 1723 г. главным фискалом стал генерал-фискал, назначаемый государем, его помощником — обер-фискал, назначаемый Сенатом. В связи с этим фискальская служба вышла из подчинения Юстиц-коллегии и вновь обрела ведомственную самостоятельность. Вертикаль фискального контроля была доведена до уровня города.

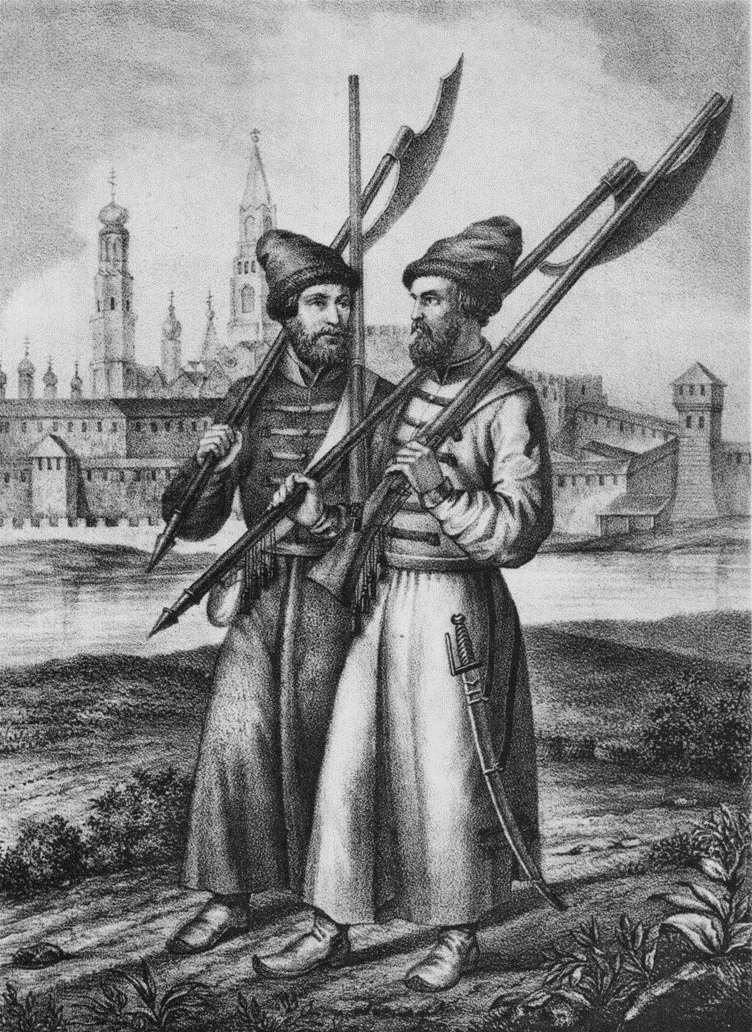
Рядовые стрельцы в году. Литография из книги XIX в.

## Военная реформа
Реформа армии: в частности, введение полков нового строя, реформированных по западноевропейскому образцу, — была начата задолго до Петра I, ещё при Алексее Михайловиче.
Однако боеспособность этой армии была низкой.
Реформирование армии и создание флота стали необходимыми условиями победы в Северной войне 1700—1721 годов.
Готовясь к войне со Швецией, Пётр велел в 1699 году произвести общий рекрутский набор и начать обучение военнослужащих (солдат, драгун, рейтар и так далее) по образцу, заведённому у Преображенцев и Семёновцев. Этот первый рекрутский набор дал 29 пехотных полков и два драгунских. В 1705 году каждые 20 дворов должны были выставлять на пожизненную службу одного рекрута. Впоследствии рекрутов стали брать с определённого числа душ мужского пола среди крестьян. Набор во флот, как и в армию, осуществлялся из рекрутов.
Помимо организационной структуры Пётр изменил специфику материального снабжения армии и сделал многое для обеспечения армии отечественным оружием. Уже в разгар Северной войны 1700—1721 годов Пётр открывает множество заводов по производству оружия, самыми известными из которых были Тульский оружейный завод и Олонецкий завод по производству артиллерии. В плане материального обеспечения Пётр Алексеевич ввёл в русской армии единые мундиры для сухопутных (зелёные кафтаны и чёрные шляпы) и кавалерийских войск (синие кафтаны и чёрные шляпы). По Воинскому уставу 1716 года была также нормирована подача продовольствия, открывались продуктовые магазины по всей стране.

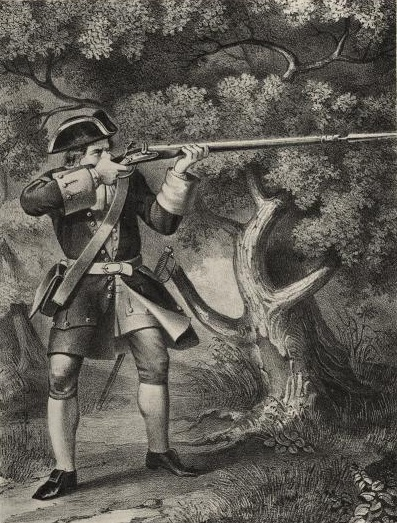
Рядовой армейского пехотного полка в 1720—32 годов. Литография из книги XIX века.

Если поначалу среди офицеров были преимущественно иностранные специалисты, то после начала работы навигационной, артиллерийской, инженерной школы, рост армии удовлетворялся русскими офицерами из дворянского сословия. В 1715 году в Петербурге была открыта Морская академия. В 1716 году был издан Воинский Устав, строго определявший службу, права и обязанности военнослужащих.
В результате преобразований была создана сильная регулярная армия и мощный военно-морской флот, которого ранее у России просто не было. К концу царствования Петра численность регулярных сухопутных войск достигала 210 тыс. (из них числилось 2600 в гвардии, 41 560 в коннице, 75 тыс. в пехоте, 14 тыс. в гарнизонах) и до 110 тыс. иррегулярных войск. Флот состоял из 48 линейных кораблей, 787 галер и других судов; людей на всех судах было почти 30 тыс.

## Церковная реформа
Одним из преобразований Петра I была осуществлённая им реформа церковного управления, направленная на ликвидацию автономной от государства церковной юрисдикции и подчинение российской церковной иерархии Императору.
В 1700 году, после смерти патриарха Адриана, Пётр I вместо созыва собора для выборов нового патриарха временно поставил во главе духовенства митрополита Рязанского Стефана Яворского, получившего новый титул Блюстителя патриаршего престола или «Экзарха».
Для управления имуществом патриаршего и архиерейских домов, а также монастырей, в том числе и принадлежащими им крестьянами (примерно 795 тыс.), был восстановлен Монастырский приказ во главе с И. А. Мусиным-Пушкиным, который вновь стал ведать судом над монастырскими крестьянами и контролировать доходы от церковно-монастырских землевладений. В 1701 году вышла серия указов для реформирования управления церковно-монастырскими владениями и устройства монашеского быта; наиболее важными были указы 24 и 31.1.1701 г.
В 1721 году Пётр утвердил Духовный регламент, составление которого было поручено псковскому епископу, приближённому царя малороссу Феофану Прокоповичу. В результате произошла коренная реформа церкви, ликвидировавшая автономию духовенства и полностью подчинившая его государству.
В России было упразднено патриаршество и Соборность РПЦ. Учреждена Духовная коллегия на первом заседании, в 1721 году, переименованная в Святейший Синод, который был признан восточными патриархами равночестным патриарху. Все члены Синода назначались Императором и приносили ему верноподданническую присягу при вступлении в должность. Св. Синод являлся высшим органом государственного управления по своей власти равным Сенату. По духовной части он давал предписания всем нижестоящим учреждениям империи. Св. Синод с Сенатом сносился «веденями». При Петре I эти органы проводили совместные конференции.
Военное время стимулировало изъятие ценностей из монастырских хранилищ. Пётр не пошёл на полную секуляризацию церковно-монастырских владений, которая была осуществлена значительно позже, в начале царствования Екатерины II.

## Вероисповедная политика
Эпоха Петра была отмечена тенденцией к большей религиозной терпимости. Пётр прекратил действие принятых Софьей «12 статей», согласно которым старообрядцы, отказавшиеся отречься от «раскола», подлежали сожжению на костре. «Раскольникам» было позволено исповедовать свою веру при условии признания существующего государственного порядка и уплаты налогов в двойном размере. Полная свобода веры была предоставлена приезжавшим в Россию иностранцам, сняты ограничения на общение православных с христианами иных конфессий (в частности разрешены межконфессиональные браки).
Тем не менее, после вооружённой стычки с монастырской братией в полоцком Базилианском монастыре на территории Речи Посполитой, которая произошла во время вечерни 11 июля 1705 года и в которой были смертельно ранено четыре униата, Пётр велел повесить одного из обличавших его монахов.

## Денежная реформа

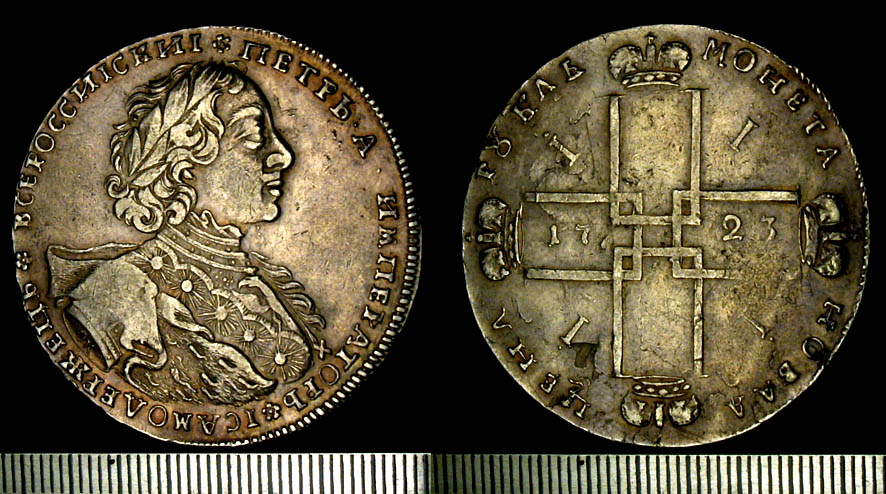
Рубль серебром. 1723

Азовские походы, Северная война 1700—1721 годов и содержание постоянной рекрутской армии, созданной Петром I, требовали огромных средств, на сбор которых и были направлены финансовые реформы.
На первом этапе всё сводилось к поиску новых источников средств. К традиционным таможенным и кабацким поборам добавлялись сборы и выгоды от монополизации продажи отдельных товаров (соли, алкоголя, дёгтя, щетины и т. д.), косвенных налогов (банные, рыбные, конские налоги, налог на дубовые гробы и т. д.), обязательное использование гербовой бумаги, чеканка монет меньшего веса (порча).
В 1704 году Петром была проведена «подворная» перепись, показавшая уменьшение количества дворов. Одной из причин такого уменьшения было то, что с целью ухода от налогов несколько дворов обносили одним забором, и делали одни ворота (это считалось при переписи одним двором). В силу указанных недостатков было принято решение о переходе к подушной подати. В 1718—1724 годах была проведена повторная перепись населения параллельно с ревизией населения (пересмотром переписи), начавшейся в 1722 году. По этой ревизии лиц податного состояния оказалось 5 967 313 человек.
На основе полученных данных правительство разделило на численность населения количество денег, необходимых для содержания армии и флота.
В результате был определён размер подушной подати: крепостные помещиков платили государству 74 копейки, государственные крестьяне — 1 рубль 14 копеек (так как не платили оброк), городское население — 1 рубль 20 копеек. Облагались податью только мужчины, независимо от возраста. Дворянство, духовенство, а также солдаты и казаки от подушной подати освобождались. Душа была счётной — между ревизиями умершие не исключались из податных списков, новорождённые не включались, в результате налоговая нагрузка распределялась неравномерно.
В результате податной реформы был значительно увеличен размер казны. Если в 1710 году доходы простирались до 3 134 000 руб.; то в 1725 году их было 10 186 707 руб. (по иностранным сведениям — до 7 859 833 руб.).

## Преобразования в промышленности и торговле
Осознав во время Великого посольства техническое отставание России, Пётр не мог обойти стороной проблему реформирования российской промышленности. Кроме того, создание собственной промышленности было продиктовано военными нуждами, на что указывает ряд историков. Начав Северную войну со Швецией ради завоевания выхода к морю и провозгласив в качестве задачи строительство современного флота на Балтике (а ещё ранее — на Азове), Пётр стал строить мануфактуры, призванные обеспечить резко возросшие потребности армии и флота.
Одной из главных проблем было отсутствие квалифицированных мастеров. Царь решал эту проблему путём привлечения на русскую службу иностранцев на выгодных условиях, посылкой русских дворян на обучение в Западную Европу. Фабриканты получали большие привилегии: освобождались с детьми и мастерами от военной службы, были подсудны только суду Мануфактур-коллегии, избавлялись от податей и внутренних пошлин, могли беспошлинно привозить из-за границы нужные им инструменты и материалы, их дома освобождались от военного постоя.
Около Нерчинска в Сибири в 1704 был построен первый в России сереброплавильный завод. В следующем году он дал первое серебро.
Существенные меры были предприняты по геологоразведке полезных ископаемых России. Ранее российское государство в сырьевом отношении полностью зависело от иностранных государств, прежде всего, Швеции (оттуда везли железо), однако после открытия залежей железной руды и других полезных ископаемых на Урале надобность в закупках железа отпала. На Урале в 1723 заложен крупнейший железоделательный завод в России, из которого развился город Екатеринбург.
При Петре были основаны Невьянск, Каменск-Уральский, Нижний Тагил.
Появляются оружейные заводы (пушечные дворы, арсеналы) в Олонецком крае, Сестрорецке и Туле, пороховые заводы — в Петербурге и под Москвой, развивается кожевенная и текстильная промышленность — в Москве, Ярославле, Казани и на Левобережной Украине, что обуславливалось необходимостью производства экипировки и обмундирования для русских войск, появляется шёлкопрядение, производство бумаги, цемента, сахарный завод и шпалерная фабрика.
В 1719 году была издана «Берг-привилегия», по которой всякому давалось право всюду искать, плавить, варить и чистить металлы и минералы при условии платежа «горной подати» в 1/10 стоимости добычи и 32-х долей в пользу владельца той земли, где найдены залежи руды. За утайку руды и попытку препятствовать добыче собственнику грозила конфискация земли, телесное наказание и даже смертная казнь «по вине смотря».

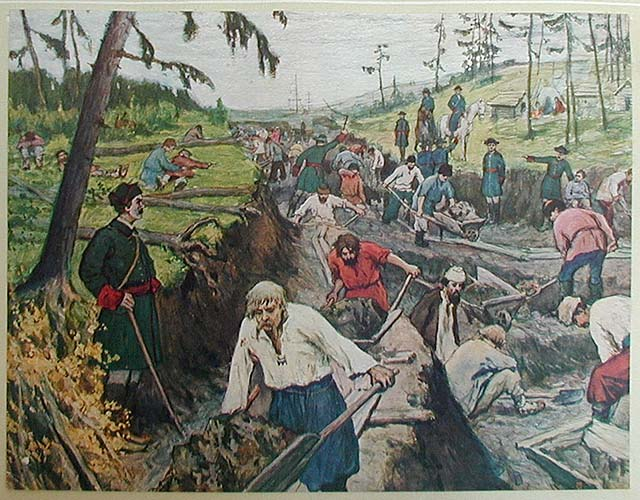
Прорытие Ладожского канала

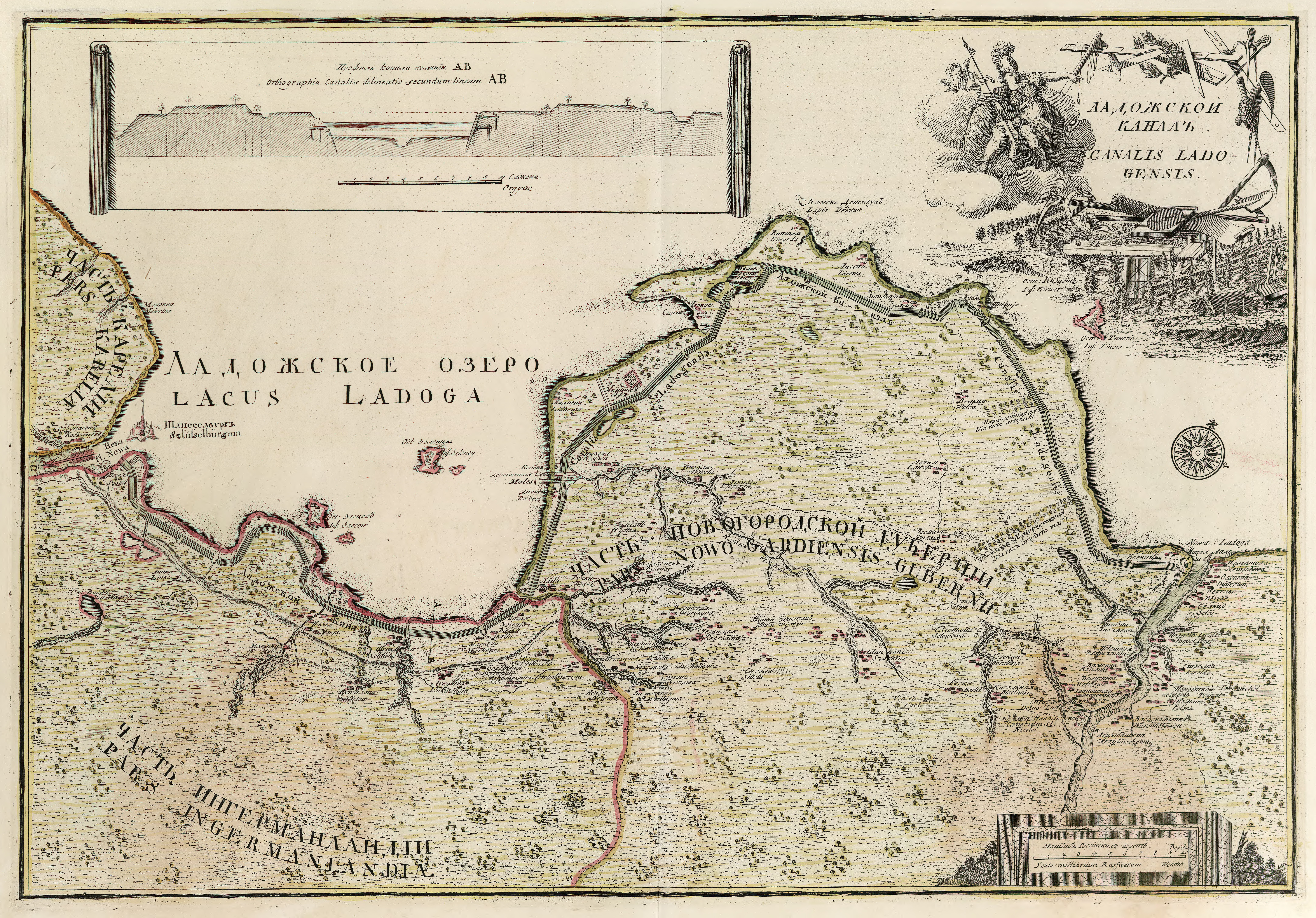
Карта канала Императора Петра Великого (1741-42)

Основной проблемой на русских мануфактурах того времени была нехватка рабочей силы. Проблема решалась насильственными мерами: к мануфактурам приписывали целые деревни и сёла, крестьяне которых отрабатывали свои подати государству на мануфактурах (такие крестьяне получат название приписных), на фабрики посылали преступников и нищих. В 1721 году последовал указ, в котором разрешалось «купецким людям» покупать деревни, крестьян которых можно было переселять на мануфактуры (такие крестьяне получат название посессионных).
Дальнейшее развитие получила торговля. Со строительством Петербурга роль главного порта страны перешла от Архангельска к будущей столице. Сооружались речные каналы.
В частности, был построен Вышневолоцкий (Вышневолоцкая водная система) и Обводной каналы. Вместе с тем, две попытки строительства Волго-Донского канала закончились неудачей (хотя было построено 24 шлюза), при этом на его строительстве работали десятки тысяч человек, условия работы были тяжёлые, а смертность очень высока.
Торговая политика Петра I носила протекционистский характер, что проявлялось в поддержке внутреннего производства и введении повышенных таможенных пошлин на импортные товары. Так, в 1724 году был введён защитный таможенный тариф — высокие пошлины на иностранные товары, которые могли изготовлять или уже выпускали отечественные предприятия.
Число фабрик и заводов в конце царствования Петра достигло 233, в том числе около 90 представляли собой крупные мануфактуры.
При Петре I произошли преобразования в пищевой промышленности и сельском хозяйстве. Будучи в Голландии, властитель по достоинству оценил производство сыров и привёз в Россию мастеров-сыроделов. Он также переслал из Европы семена новых сельскохозяйственных культур. Благодаря стараниям Петра I на русских столах появились капуста савойская и кольраби, петрушка, сельдерей,  фенхель, шпинат, подсолнечник, виноград и другие заморские виды. Он сам лично следил, хорошо ли культуры приживаются в опытном саду под Воронежем, «дабы усмотреть, могут ли произрастать в земле нашей полезные плоды, растения, виноград и другие травы». Особенно успешным оказался его эксперимент с виноградниками в Воронежской и Харьковской губерниях, откуда вскоре к царскому столу стали поставлять знаменитое цимлянское вино. О макаронах на Руси тоже узнали во времена царствования Петра.
Потреблению морской рыбы (мороженной или соленой) способствовало то, что монарх повелел отдать северные рыбные промыслы купечеству в вольное производство. Сам Пётр рыбу не ел, так как считал её вредной пищей.

## Указ о престолонаследии Петра 1
До Петра I порядок престолонаследия в России никак не регулировался законом, и целиком определялся традицией. Пётр I ввёл указ в 1722 году о престолонаследии, согласно которому царствующий монарх при жизни назначает себе преемника, причём император может сделать своим наследником кого угодно (предполагалось, что царь назначит своим преемником «самого достойного»). Этот закон действовал до царствования Павла I. Сам Пётр не успел воспользоваться законом.

## Сословная политика
Основная цель, преследуемая Петром I в социальной политике, — юридическое оформление сословных прав и обязанностей каждой категории населения России. В результате сложилась новая структура общества, в которой более отчётливо сформировался сословный характер. Были расширены права и определены обязанности дворянства, и, в то же время, усилен крепостной гнёт крестьян.

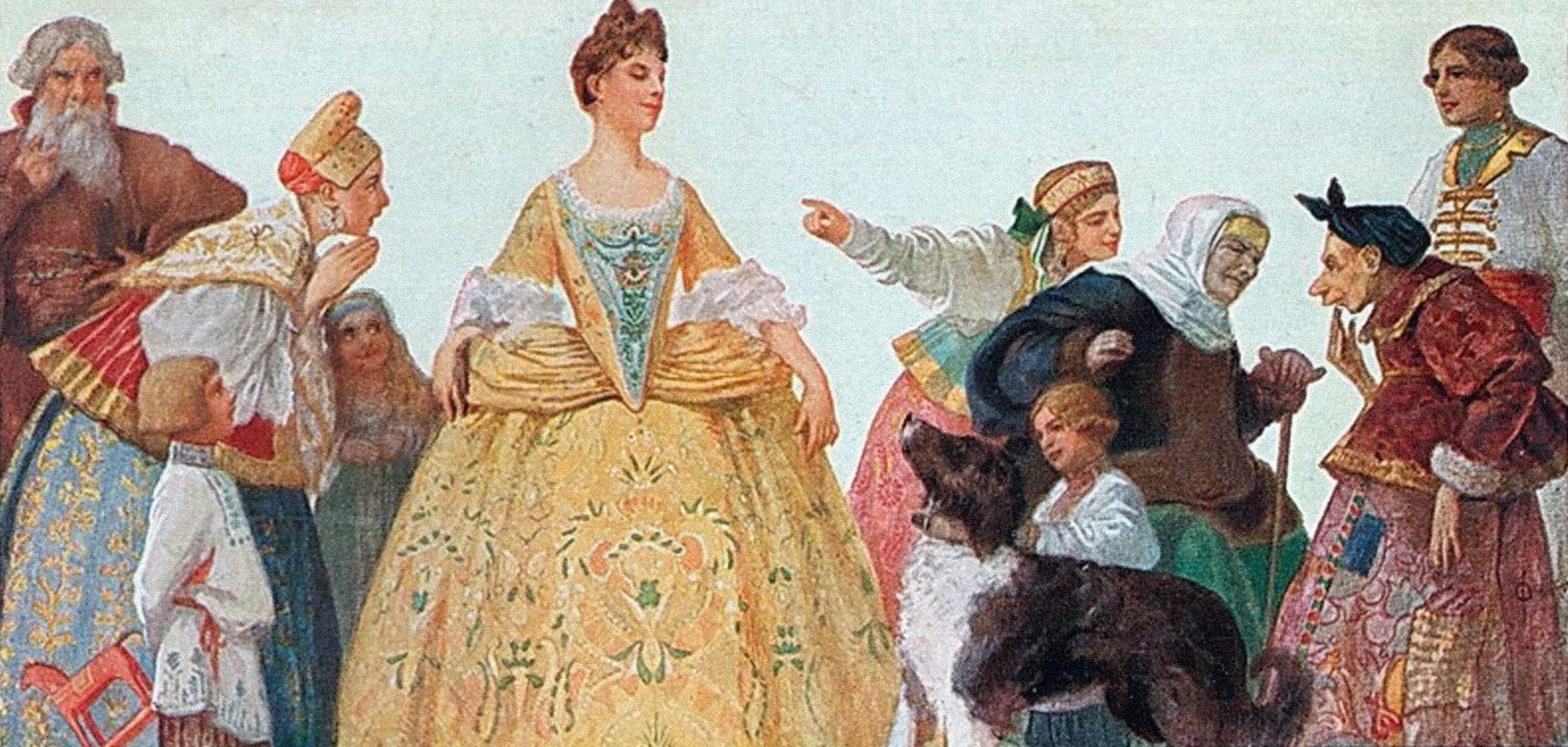
«Эко чучела!», иллюстрация С. С. Соломко

### Дворянство
Основные вехи:
1. Указ об образовании 1706 года: боярские дети в обязательном порядке должны получить либо начальное школьное, либо домашнее образование.[25]
2. Указ о единонаследии 1714 года: землевладелец, имеющий сыновей, мог завещать всё своё недвижимое имущество только одному из них по своему выбору. Остальные были обязаны нести службу. Указ знаменовал окончательное слияние дворянского поместья и боярской вотчины, тем самым, окончательно стерев различия между ними.
3. Разделение военной, гражданской и придворной службы на 14 рангов. При достижении восьмого класса любой чиновник или военный мог получить статус личного дворянина. Тем самым карьера человека зависела прежде всего не от его происхождения, но от достижений на государственной службе.

Место прежнего боярства занял «генералитет», состоящий из чинов первых четырёх классов «Табели о рангах». Личная выслуга перемешала представителей прежней родовой знати с людьми, поднятыми службой. Законодательные меры Петра, не расширяя существенно сословных прав дворянства, существенно изменили его обязанности. Военное дело, бывшее в московские времена повинностью узкого класса служилых людей, становится теперь повинностью всех слоёв населения. Дворянин петровских времён по-прежнему обладает исключительным правом землевладения, но вследствие указов о единонаследии и о ревизии на него возлагается ответственность перед государством за податную исправность своих крестьян. Дворянство обязано для подготовки к службе учиться. Пётр разрушил прежнюю замкнутость служилого класса, открыв путём выслуги через Табель о рангах доступ в среду шляхетства людям других сословий. С другой стороны, законом о единонаследии он открыл выход из дворянства в купцы и духовенство тем, которые хотели этого. Дворянство России становится сословием военно-бюрократическим, права которого создаёт и наследственно определяет государственная служба, а не рождение.

### Крестьянство
Реформы Петра изменили положение крестьян. Из разных категорий крестьян, не находившихся в крепостной зависимости от помещиков или церкви (черносошные крестьяне севера, нерусские народности и т. п.), была сформирована новая единая категория государственных крестьян — лично свободных, но плативших оброк государству. Мнение, что данная мера «уничтожила остатки свободного крестьянства» неверно, так как группы населения, составившие государственных крестьян, в допетровский период не рассматривались как свободные — они были прикреплены к земле (Соборное уложение 1649 года) и могли быть пожалованы царём частным лицам и церкви в качестве крепостных. Гос. крестьяне в XVIII веке обладали правами лично свободных людей (могли владеть собственностью, выступать в суде в качестве одной из сторон, выбирать представителей в сословные органы и т. п.), но были ограничены в передвижении и могли быть (до начала XIX века, когда данная категория окончательно утверждается в качестве свободных людей) переведены монархом в разряд крепостных. Законодательные акты, касавшиеся собственно крепостного крестьянства, носили противоречивый характер. Так, было ограничено вмешательство помещиков в заключение браков крепостных (указ 1724 года), запрещено выставлять крепостных вместо себя ответчиками на суде и держать их на правеже за долги владельца. Также была подтверждена норма о передаче в опеку имений помещиков, разорявших своих крестьян, а холопам предоставлена возможность записываться в солдаты, что освобождало их от крепостной зависимости (указом имп. Елизаветы 2 (13) июля 1742 года крепостные лишились этой возможности).
Указом 1699 г. и приговором Ратуши 1700 г крестьянам, занимающимся торговлей или ремеслом, было предоставлено право переходить в посады, освобождаясь от крепостной зависимости (если крестьянин в таковой находился). В то же время были значительно ужесточены меры против беглых крестьян, большие массы дворцовых крестьян розданы частным лицам, помещикам было разрешено отдавать крепостных в рекруты. Торговля без земли крестьянами вотчин была  еще до Петра узаконена указами  13 октября 1675 года и 30 марта 1688  .  Указом (в правление царевны Софьи) от 1 февраля 1689 года дозволено было переводить крестьян с поместных земель на вотчинные, что распространяло практику торговли людьми на поместных крестьян, но указом от Указом 7 (17) апреля 1690 г. поместья были снова отделены от вотчин, что ограничивало возможность торговать крепостными. Однако  тем же указом 7 (17) апреля 1690 г. было разрешено уступать, за неоплаченные долги «поместных» крепостных, что фактически было формой торговли крепостными.
Обложение холопов (то есть личной прислуги без земли) подушной податью привело к слиянию холопов с крепостными крестьянами. Церковные крестьяне были подчинены монастырскому приказу и выведены из-под власти монастырей.
При Петре создалась новая категория зависимых земледельцев — крестьян, приписанных к мануфактурам. Эти крестьяне в XVIII веке получили название посессионных. Указом 1721 года было разрешено дворянам и купцам-фабрикантам покупать крестьян к мануфактурам для работы на них. Купленные к фабрике крестьяне не считались собственностью её владельцев, а были прикреплены к производству, так что владелец фабрики не мог ни продавать, ни закладывать крестьян отдельно от мануфактуры. Посессионные крестьяне получали фиксированное жалование и выполняли фиксированный объём работ.
Городское население в эпоху Петра I было очень невелико: около 3 % населения страны. Единственным крупным городом была Москва, которая до царствования Петра являлась столицей. Хотя по уровню развития городов и промышленности Россия сильно уступала Западной Европе, но в течение XVII в. происходил их постепенный рост. Социальная политика Петра Великого, касавшаяся городского населения, преследовала обеспечение уплаты подушной подати. Для этого население делилось на две категории: регулярных (промышленники, купцы, ремесленники цехов) и нерегулярных граждан (всех остальных). Отличие городского регулярного обывателя конца царствования Петра от нерегулярного заключалось в том, что регулярный гражданин участвовал в городском управлении путём избрания членов магистрата, был записан в гильдию и цех или нёс денежную повинность в доле, падавшей на него по общественной раскладке.

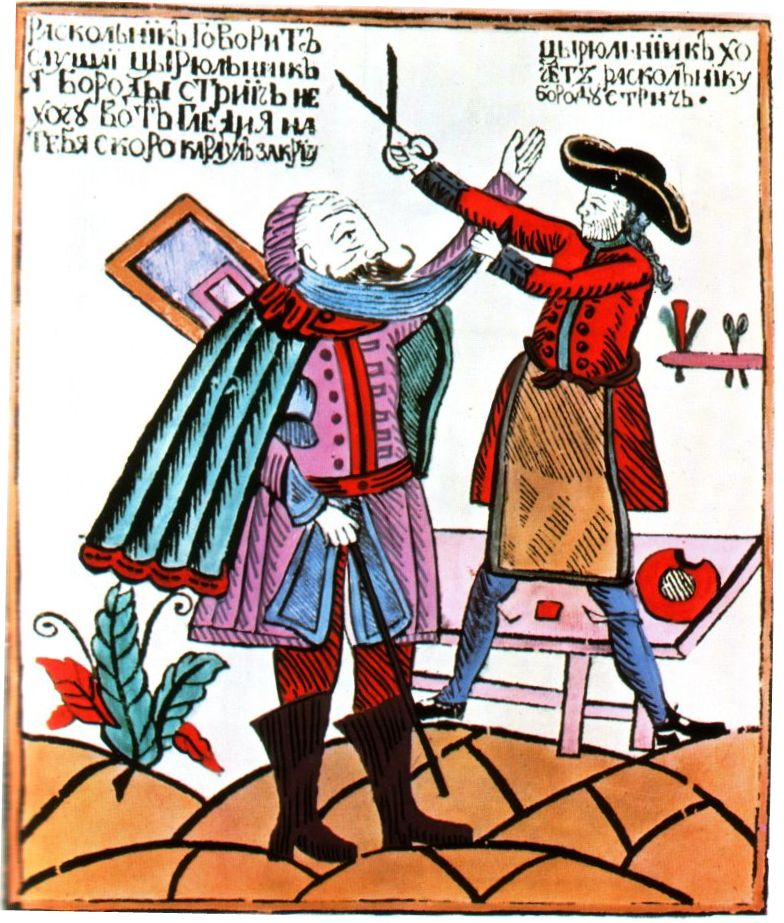
Насильственное бритьё бород. Лубок XVIII века.

В 1722 году появились ремесленные цехи по западноевропейскому образцу. Основной целью их создания стало объединение разрозненных ремесленных мастеров для производства продукции, необходимой армии. Однако цеховая структура на Руси не прижилась.
В период правления Петра изменилась система управления городами. Назначаемые царём воеводы были заменены выборными Городскими магистратами, подчинённые Главному магистрату. Магистраты обеспечивали сбор налогов и выполняли судебные функции. Эти меры означали развитие городского самоуправления.

## Преобразования в сфере культуры

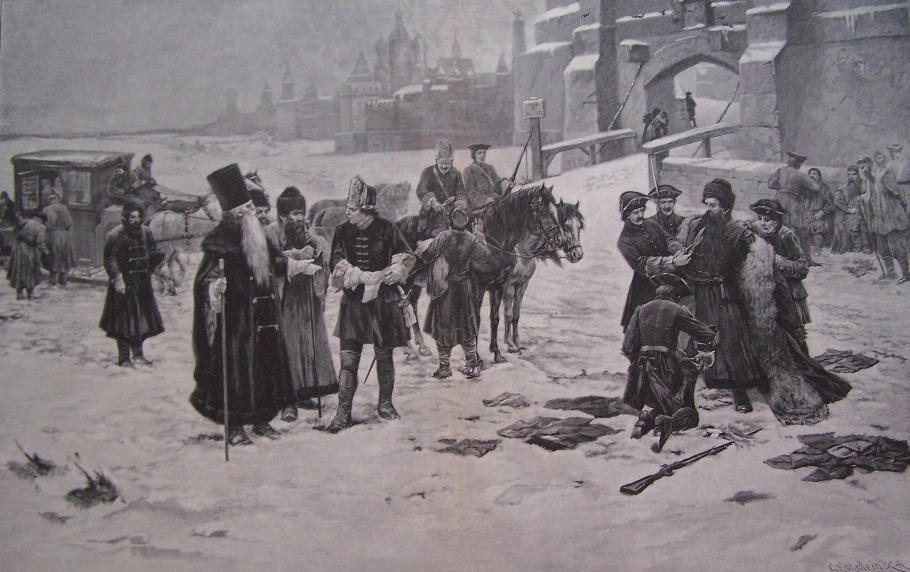
Насильственное введение западной одежды и бритья при Петре I

После возвращения из Великого посольства Пётр I повёл борьбу с внешними проявлениями «устаревшего» образа жизни (наиболее известен запрет на бороды), но не менее обращал внимание на приобщение дворянства к образованию и светской европеизированной культуре. Стали появляться светские учебные заведения, основана первая регулярная русская газета, которая получила название «Ведомости», появляются переводы многих книг на русский. Успех по службе Пётр поставил для дворян в зависимость от образования.
При Петре в 1703 появилась первая книга на русском языке с арабскими цифрами («Арифметика» Леонтия Магницкого). До того числа обозначались буквами с титлами (волнообразными линиями). В 1708 Пётр утвердил новый алфавит с упрощённым начертанием букв (церковнославянский шрифт остался для печатания церковной литературы), две буквы «кси» и «пси» были исключены.
Петром были созданы новые типографии, в которых за 1700—1725 годы напечатано 1312 наименований книг (в два раза больше, чем за всю предыдущую историю русского книгопечатания). Благодаря подъёму книгопечатания потребление бумаги выросло с 4-8 тысяч листов в конце XVII века, до 50 тысяч листов в 1719 году.
Произошли изменения в русском языке, в который вошли 4,5 тысячи новых слов, заимствованных из европейских языков.
В 1724 Пётр утвердил устав организуемой Академии наук (открылась в 1725 после его смерти).

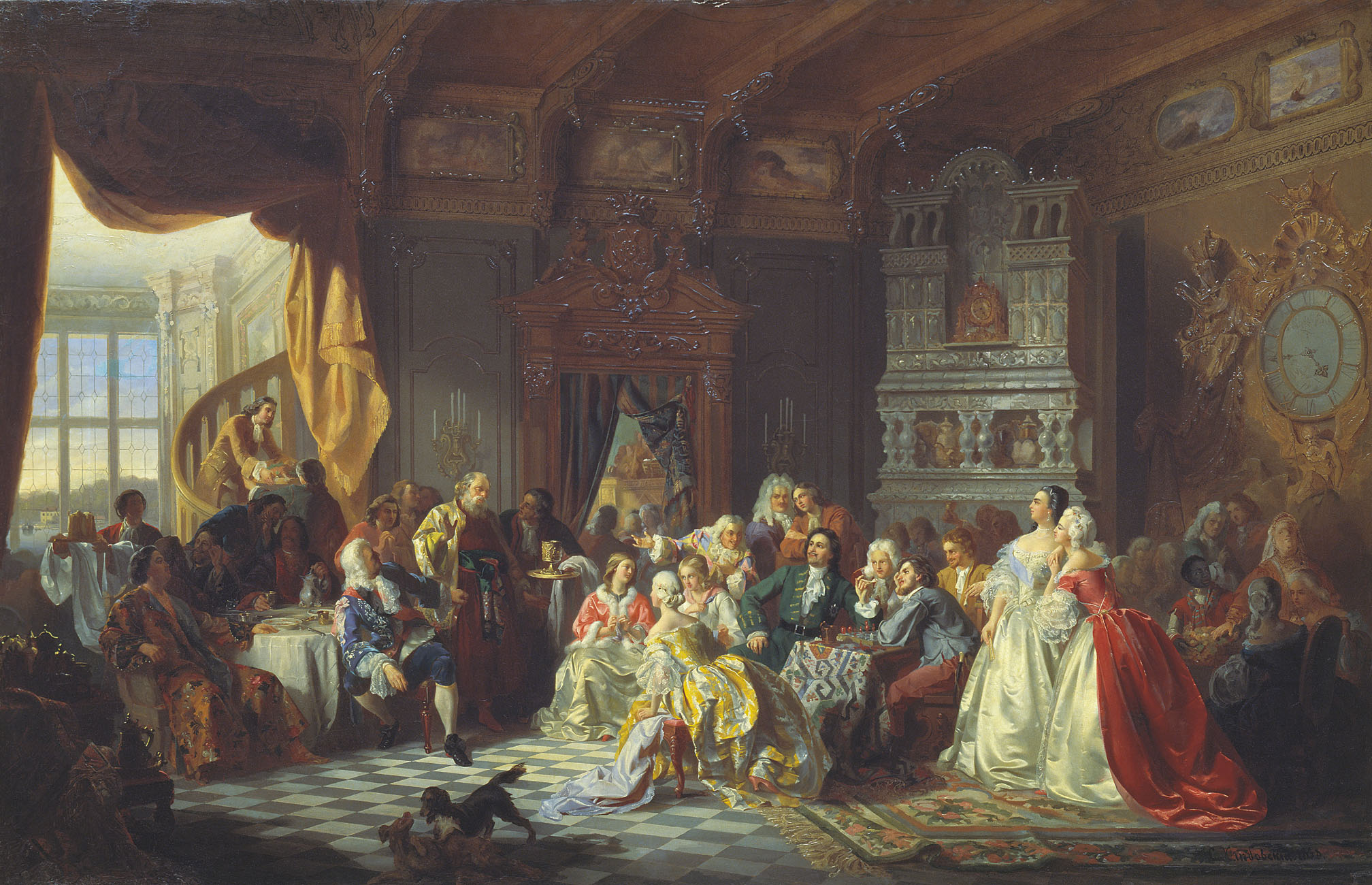
Станислав Хлебовский. Ассамблея при Петре I

Особое значение имело строительство каменного Петербурга, в котором принимали участие иностранные архитекторы и которое осуществлялось по разработанному царём плану. Им создавалась новая городская среда с незнакомыми прежде формами быта и времяпрепровождения (театр, маскарады). Изменилось внутреннее убранство домов, уклад жизни, состав питания и прочее.
Специальным указом царя в 1718 были введены ассамблеи, представлявшие новую для России форму общения между людьми. На ассамблеях дворяне танцевали и свободно общались, в отличие от прежних застолий и пиров.

Реформы, проведённые Петром I, затронули не только политику, экономику, но также искусство. Пётр приглашал иностранных художников в Россию и одновременно посылал талантливых молодых людей обучаться «художествам» за границу, в основном в Голландию и Италию. Во второй четверти XVIII в. «петровские пенсионеры» стали возвращаться в Россию, привозя с собой новый художественный опыт и приобретённое мастерство.
30 декабря 1701 (10 января 1702) г. Пётр издал указ, которым предписывалось писать в челобитных и прочих документах имена полностью вместо уничижительных полуимён (Ивашка, Сенька и тому подобных), на колени перед царём не падать, зимой на морозе шапку перед домом, в котором находится царь, не снимать. Он так пояснял необходимость этих нововведений: «Менее низости, более усердия к службе и верности ко мне и государству — сия то почесть свойственна царю…»
Пётр пытался изменить положение женщин в русском обществе. Он специальными указами (1700, 1702 и 1724) запретил насильственную выдачу замуж и женитьбу. Предписывалось, чтобы между обручением и венчанием был не менее чем шестинедельный период, «дабы жених и невеста могли распознать друг друга». Если же за это время, говорилось в указе, «жених невесты взять не похочет, или невеста за жениха замуж идти не похочет», как бы на том ни настаивали родители, «в том быть свободе». С 1702 года самой невесте (а не только её родственникам) было предоставлено формальное право расторгнуть обручение и расстроить сговорённый брак, причём ни одна из сторон не имела права «о неустойке челом бить». Законодательные предписания 1696—1704 годов о публичных празднествах вводили обязательность участия в торжествах и празднествах всех россиян, в том числе «женского пола».
Постепенно в среде дворянства складывалась иная система ценностей, мировосприятия, эстетических представлений, которая коренным образом отличалась от ценностей и мировоззрения большинства представителей остальных сословий.

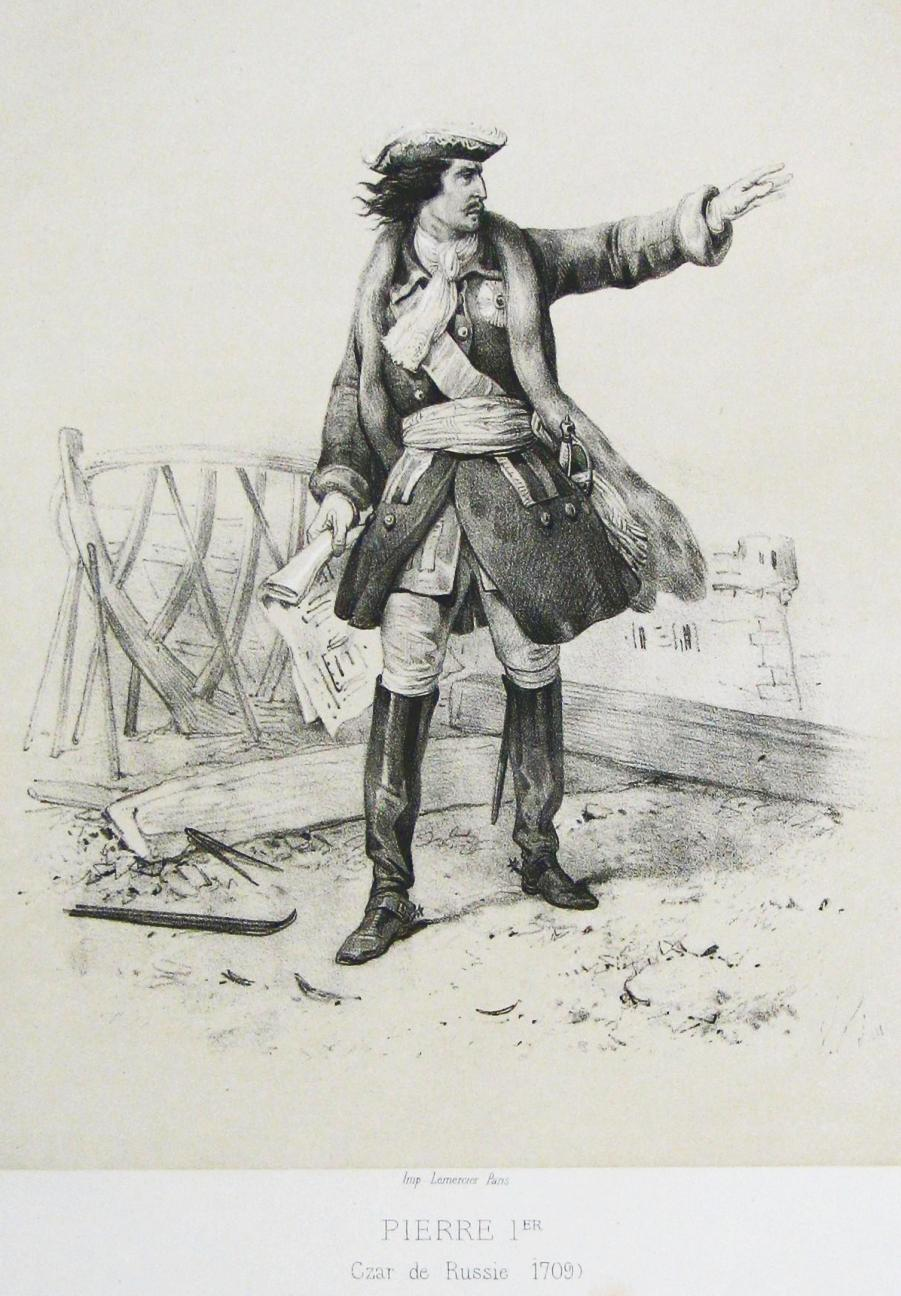
Пётр I в 1709 году. Рисунок середины XIX века.

## Реформа образования
Пётр ясно сознавал необходимость просвещения и обсуждал этот вопрос, в том числе в 1698—1699 годах с патриархом Адрианом (это, в том числе, было связано с тем, что церковные школы были серьёзной частью образования того времени).
Царь предпринял ряд решительных мер для реформирования этого направления.
14 (25) января 1701 года в Москве была открыта школа математических и навигационных наук. В 1701—1721 были открыты артиллерийская, инженерная и медицинская школы в Москве, инженерная школа и морская академия в Петербурге, горные школы при Олонецких и Уральских заводах. В 1705 была открыта первая в России гимназия. Целями массового образования должны были служить, созданные указом от 20 (31) января 1714 года, цифирные школы в провинциальных городах, призванные «детей всякого чина учить грамоте, цифири и геометрии». Предполагалось создать по две такие школы в каждой губернии, где обучение должно было быть бесплатным. В 1721 году для солдатских детей были открыты гарнизонные школы, для подготовки священников создана сеть духовных школ.
20 (31) января 1724 года в Сенате император подписал определение «об Академии» и через два дня он утвердил проект положения об Академии наук, университете и гимназии при ней.

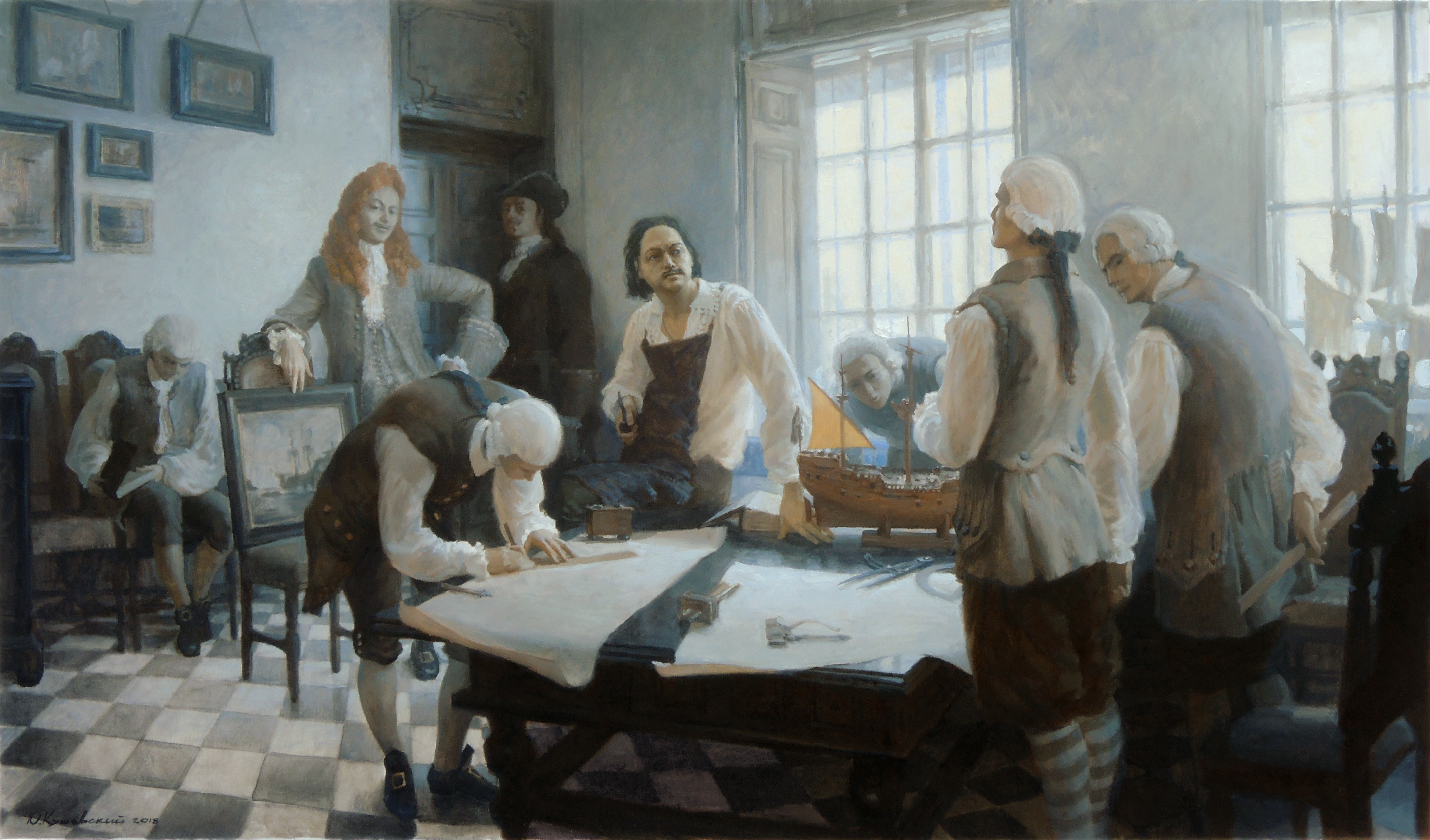
«Экзамен Петра», худ. Ю.Кушевский

По оценке ганноверца Вебера, за время правления Петра несколько тысяч русских были отправлены учиться за границу.
Указами Петра было введено обязательное обучение дворян и духовенства, но аналогичная мера для городского населения встретила яростное сопротивление дворян и была отменена. Попытка Петра создать всесословную начальную школу не удалась (создание сети школ после его смерти прекратилось, большинство цифирных школ при его преемниках были перепрофилированы в сословные школы для подготовки духовенства), но, тем не менее, в его царствование были заложены основы для распространения образования в России.

## Календарная реформа
Пётр изменил начало летоисчисления от Сотворения Мира на от Рождества Христова. 7208 год по византийской эре стал 1700 годом от Рождества Христова, а Новый год стал праздноваться 1 января. Кроме того, при Петре было введено единообразное применение юлианского календаря.
В России, 19 и 20 декабря 7208 года от Сотворения мира (1699 год от Рождества Христова) были подписаны Указы Петра I: №1735 «О писании впредь Генваря с 1 числа 1700 года во всех бумагах лета от Рождества Христова, а не от сотворения мира», №1736 «О праздновании Нового года», гласящие, что после 31 декабря 7208 года наступит 1 января 1700 года, и его (а не 1 сентября, как прежде) следует считать началом года.
Год  7208-й от Сотворения мира, таким образом, оказался для России самым коротким, поскольку длился лишь четыре месяца — с сентября по декабрь.

## Реформа времени
На Руси время принято было делить на дневное и ночное, и точками отсчета часов являлись восход и заход солнца, а не полночь и полдень. Время дня и ночи вместе составляло 24 часа, но понятие «сутки» отсутствовало. Поскольку в течение года время восхода и захода солнца изменялось, то изменялось и количество дневных и ночных часов. Дневное время на широте Москвы в течение года длилось от семи часов зимой до 17 часов летом, соответственно менялось и ночное время — от 17 до семи часов — от лета к зиме. Хотя Д. И. Прозоровский поставил под сомнение сам принцип отсчета часов от восхода солнца: по его оценке, "начало дня то предшествовало восходу, то имело свой предел после восхода, поверочною точкою долженствовал служить полдень, который во всех часовых счислениях определен довольно точно".
Реформа времени пришлась на 1706 год. Полководец, дипломат и писатель, саксонский барон Людвиг Николай Алларт (Галларт), один из заметных сподвижников Петра I, отметил в своей «Истории о начале войны Свейской», что его величество указом «на башнях круги часовые отменил, чтобы часы считались по обычаю европскому от 1 до 12, а именно с полудня и с полуночи, а прежде того считались часы от утра до вечера, и на кругах часовых знаки были от 1 до 17». Хотя обучение делению времени "по-немецки" (минуты, секунды, терции) и по-русски (дробные часы, часцы) было в России ещё до начала XVIII века. Ярким представителем в XVII веке часов с циферблатом по-русски являлись часы Галовея на Спасской башне, они имели 17 часовой циферблат и нониус с ценой деления пол дробного часа или 1/10 часа.